# Genesee County (Michigan)
Genesee County je okres ve státě Michigan v USA. K roku 2010 zde žilo 425 790 obyvatel. Správním městem okresu je Flint. Celková rozloha okresu činí 1 682 km².

## Sousední okresy
| Růžice kompasu | Saginaw County    |                           | Tuscola County | Růžice kompasu |
| Růžice kompasu | Shiawassee County | Sever                     | Lapeer County  | Růžice kompasu |
| Růžice kompasu | Shiawassee County | Genesee County (Michigan) | Lapeer County  | Růžice kompasu |
| Růžice kompasu | Shiawassee County | Jih                       | Lapeer County  | Růžice kompasu |
| Růžice kompasu | Livingston County |                           | Oakland County | Růžice kompasu |